# 福田静夫
福田 静夫（ふくだ しずお、1932年 - ）は、日本の哲学者。日本福祉大学名誉教授。

## 経歴
岐阜県美濃加茂市生まれ。岐阜県立華陽高等学校卒業。名古屋大学文学部哲学科卒業。1965年同大学大学院文学研究科博士課程修了。
愛知大学講師を経て、日本福祉大学社会福祉学部教授。

## 人物
「名古屋哲学セミナー」常任講師。同セミナーは1976年に真下信一を講師に迎えて始まり、1985年に真下が亡くなった後は教え子の吉田千秋と福田静夫が講師を引き受けた。2000年10月には福田を解説者とする「イタリア映画を楽しむ会」、2002年6月には福田を講師とする「ヘーゲルを読む会」が発足している。　書店大地が2004年に出版した「ヘーゲルを読む会」の記録集『ヘーゲルを読む No.1』には論文「ヘーゲルの『自然法論』のために」が収録されている。
2004年発足の「憲法「九条の会」アピールに賛同する愛知県・大学人ネットワーク」（略称「九条の会」愛知・大学人の会）呼びかけ人。2005年発足の「あいち九条の会」呼びかけ人。「二〇〇三年日本宗教者平和会議」の基調講演では「有事法制や自衛隊イラク派兵などにより、「戦後」から「戦中」への転換点を迎えようとしている」　　「米国のネオコンはかつての八紘一宇の論理に無限に近い」などと述べた。
2015年時点で社会福祉法人なごや平和福祉会理事長。

## 著書

### 単著
- 『青春と哲学への出発』（汐文社、1978年）
- 『自然と文化の理論』（青木書店、1982年）
- 『危機のイタリア 1993-94――「社会国家」と右派政権の成立』（文理閣、1994年）
- 『「いのち」の人間学――社会福祉哲学序説』（青木書店、1998年）

### 共編著
- 『社会福祉の人間的原理――現代福祉を哲学する』（宮田和明共編、文理閣［PASS論文集］、1990年）
- 『転換の時代の社会福祉――日本の論点・イタリアの経験』（宮田和明共編、文理閣［PASS論文集］、1996年）
- 『嶋田豊哲学論集』（編、嶋田豊著、萌文社、1999年）

### 訳書
- シュティーラー『弁証法と矛盾――その諸形態と機能』（青木書店、1972年）
- ドメニコ・ロズールド『グラムシ実践の哲学――自由主義から《批判的共産主義》へ』（監訳、文理閣、2008年）

### 分担執筆
- 森宏一編『講座マルクス主義哲学 第5巻 現代日本における思想対立』（青木書店、1969年）
- 芝田進午編著『現代日本のラディカリズム――小ブルジョア急進主義批判』（青木書店、1970年）
- 芝田進午編著『現代革命とマルクス主義哲学 下』（青木書店、1970年）
- 芝田進午編訳『現代のマルクス主義哲学論争』（青木書店、1970年）
- 島田豊編『講座現代日本資本主義 4 イデオロギー』（青木書店、1973年）
- 島田豊編『講座史的唯物論と現代 第1巻 人間と文化』（青木書店、1977年）
- 真下信一『真下信一著作集 第2巻 時代と思想』（青木書店、1979年）
- 真下信一『真下信一著作集 第5巻 歴史と証言』（青木書店、1980年）
- 文化問題談話会編『文化への視点』（光和堂、1982年）
- 全国大学生活協同組合連合会東海ブロック教職員委員会『いまだから伝えたい戦時下のこと』（人間社［樹林舎叢書］、2012年）